# Великовільмівська сільська рада
Великовільмівська сільська́ ра́да — колишній орган місцевого самоврядування в Сумському районі Сумської області. Адміністративний центр — село Великі Вільми.

## Загальні відомості
- Населення ради: 815 осіб (станом на 2001 рік)

## Населені пункти
Сільській раді були підпорядковані населені пункти:
- с. Великі Вільми
- с. Великий Яр
- с. Павлючки
- с. Симонівка

## Склад ради
Рада складалася з 12 депутатів та голови.
- Голова ради: Слинько Олена Григорівна
- Секретар ради: Слюсаренко Катерина Олександрівна

### Керівний склад попередніх скликань
| Прізвище, ім'я, по батькові | Основні відомості                                                                           | Дата обрання | Дата звільнення |
| --------------------------- | ------------------------------------------------------------------------------------------- | ------------ | --------------- |
| Слинько Олена Григорівна    | Сільський голова, 1963 року народження, освіта вища, Всеукраїнське об'єднання «Батьківщина» | 26.03.2006   | 31.10.2010      |
| Слинько Олена Григорівна    | Сільський голова, 1963 року народження, освіта вища, позапартійна                           | 31.10.2010   |                 |

Примітка: таблиця складена за даними сайту Верховної Ради України